# 오원 (조선)
오원(吳瑗, 1700년 ~ 1740년)은 조선의 문신이다. 본관은 해주(海州). 자는 백옥(伯玉), 호는 월곡(月谷)이다. 할아버지는 형조판서 오두인(吳斗寅)이고, 아버지는 오진주(吳晋周)이며, 어머니는 예조판서 김창협(金昌協)의 딸이다. 백부인 오태주(吳泰周)와 조선 제18대 왕 현종의 딸인 명안공주(明安公主)의 양자가 되었다. 1728년(영조 4) 문과에 장원 급제하여 문학(文學)으로 이름이 났고 벼슬은 대제학에 이르렀다. 좌찬성에 추증되었으며, 저서로는 《월곡집》이 있다. 시호는 문목(文穆)이다.

## 생애
오원은 해주 오씨 시조 오인유(吳仁裕)의 19세손으로, 할아버지는 형조판서 오두인(吳斗寅)이고, 아버지는 오진주(吳晋周)이며, 어머니는 예조판서 김창협(金昌協)의 딸이다. 백부인 오태주(泰周)와 조선 제18대 왕 현종의 딸인 명안공주(明安公主)의 양자가 되었다.
1723년(경종 3년) 생원시에 합격하고, 1728년(영조 4) 정시 문과에 갑과(甲科) 장원으로 급제하였다. 사서(司書)로 있을 때 영조에게 학문과 덕을 닦는 요령을 진언(進言)하였고, 직언(直言)으로 유명하였다.
1732년 동지사(冬至使)의 서장관(書狀官)으로 청나라에 다녀왔고, 1733년 교리(應敎), 1735년 대사간(大司諫), 1736년 대사성(大司成), 1737년 승지(承旨) 등을 차례로 역임하였다.
1738년(영조 14년) 부제학(副提學), 1739년 이조참의를 거쳐 대제학(大提學)에 올랐다. 영조에게 당나라 육지(陸贄)가 주의(奏議)한 양세법(兩稅法)의 여섯 가지 폐단을 강의하였고, 성학(聖學)의 긴요한 임무를 조목을 들어 밝혔으며, 성덕(聖德)의 문제와 시정(時政)을 거론하였다.
1740년(영조 16년) 공조 판서로 재임 중 41세의 나이로 졸(卒)하였다. 성품은 정직하고 성실하였고, 온후(溫厚)하였으며 총명하였다. 왕이 나라를 위한 일편 단심이 있는데도 일찍 죽은 것을 애석히 여겨 차탄하고 애도하였으며, 시호를 내리라고 명하였다. 좌찬성에 추증되었으며, 시호는 문목(文穆)이다.

## 가족 관계
- 고조부 : 오사겸(吳士謙)
- 고조모 : 전주 이씨(全州李氏) - 한성 서윤(漢城庶尹) 이시중(李時中)의 딸, 세종의 6대손
  - 증조부 : 오숙(吳䎘)
  - 증조모 : 좌랑(佐郞) 이효길(李孝吉)의 딸
    - 조부 : 오두인(吳斗寅)
    - 조모 : 정경부인(貞敬夫人) 상주 황씨(尙州黃氏) - 황연(黃埏)의 딸
      - 양부(백부) : 오태주(吳泰周, 1668년 ∼ 1716년)
      - 양모(백모) : 명안공주(明安公主, 1667년 ~ 1687년) - 제18대 현종대왕(顯宗大王, 1641~1674, 재위 1660~1674)의 딸, 제19대 숙종대왕(肅宗大王, 1661~1720, 재위 1674~1720)의 여동생
      - 생부 : 오진주(吳晉周)

    - 외조부 : 김창협(金昌協) - 예조판서
    - 외조모 : 연안 이씨(延安李氏) - 이단상(李端相)의 딸
      - 생모 : 안동 김씨(安東金氏) - 김창협(金昌協)의 딸
        - 동생 : 오찬(吳瓚)

      - 처부 : 권정성(權定性)
        - 부인 : 안동 권씨(安東權氏) - 권정성(權定性)의 딸
        - 부인 : 전주 최씨(全州崔氏) - 최식(崔寔)의 딸
          - 아들 : 오재순(吳載純)

## 저서
- 《월곡집》